# Uranthoecium truncatum
Uranthoecium truncatum är en gräsart som först beskrevs av Joseph Henry Maiden och Ernst Betche, och fick sitt nu gällande namn av Otto Stapf. Uranthoecium truncatum ingår i släktet Uranthoecium och familjen gräs. Inga underarter finns listade i Catalogue of Life.